# Gönczi Jenő
Gönczi Jenő, 1882-ig Grünhut (Nagykároly, 1879. december 23. – Budapest, 1967. július 19.) jogász, közgazdász, államtitkár.

## Élete
Grünhut Ede (1817–1892) orvos, Szatmár vármegye tiszteletbeli főorvosa és Boschan Berta gyermekeként született zsidó családban. Középiskolai tanulmányait a Budapesti V. Kerületi Királyi Katolikus Főgimnáziumban végezte, majd 1897-től a Budapesti Tudományegyetem Jog- és államtudományi karának hallgatója volt. Előbb ügyvédjelölt lett, majd 1904. október 1-től a Vallás- és Közoktatásügyi Minisztériumban kapott segélydíjas fogalmazó-gyakornoki állást. A következő év szeptemberétől miniszteri segédfogalmazóvá nevezték ki. 1911 januárjában miniszteri fogalmazói tisztséget kapott. 1912-ben miniszteri segédtitkár lett, s Zichy János kultuszminiszter egy évre Párizsba küldte, hogy ott a középiskolai és egyéb közoktatásügyi intézményeket tanulmányozza. 1916 januárjában megkapta a Ferenc József-rend lovagkeresztjét. Két évvel később miniszteri titkári címet kapott. Közben a Keleti Akadémián közgazdaságtant tanított. 1919. januárban a minisztertanács mint közoktatásügyi miniszteri osztálytanácsost ugyanazon minisztériumban államtitkárrá nevezte ki. 1919. június 21-én pedig a Közgazdasági Főiskola nyilvános rendes tanára lett. Előadója volt a Társadalomtudományi Társaságnak és a Társadalomtudományi Társaság Szabad Iskolájának. Cikkei a Huszadik Században jelentek meg. Részt vett a Martinovics-páholy megalapításában s a polgári radikális mozgalomban. A Tanácsköztársaság idején a Közoktatásügyi Népbiztosság csoportvezetője, irányította az oktatásügy átalakítását, az iskolák államosítását, szervezeti és személyi átcsoportosítással foglalkozott.
A proletárdiktatúra bukása után fegyelmi úton eltiltották a pedagóguspályától. Ezután tisztviselőként dolgozott, lektori munkákat és fordításokat vállalt. Irodalmi és szociográfiai tanulmányokat írt a Századunk című folyóiratba. Tagja volt a Közgazdasági enciklopédia szerkesztőbizottságának. 1945 után visszakapta államtitkári címét. Alelnöke volt a Magyar Radikális Pártnak, 1948-tól 1954-ig szerkesztette a Közgazdaság című lapot. 1946-ban a Társadalomtudományi Társaság társelnökévé választották. A Budapest III. kerületi tanács és a Hazafias Népfront Bizottságának tagja lett. Utolsó éveit a Máriaremetei Pedagógus Otthonban töltötte.
Felesége Kovács Mária (1883–1963) volt, Kovács István és Pusztay Ilona lánya, akivel 1912. október 30-án Budapesten, az Erzsébetvárosban kötött házasságot. Lánya Gönczi Margit (1914–1922).
Az Óbudai temetőben nyugszik.

## Főbb művei
- A történelmi materializmus hatása a gondolkozásra (Huszadik Század, 1910, 1.)
- Demokrácia és alkotó mezőgazdasági politika (Századunk, 1927)
- Németország politikai szerkezete Bismarcktól Hindenburgig (Századunk, 1928, 1929)
- A magyar válság és a társadalomtudomány tanulságai (Századunk, 1931)

## Díjai, elismerései
- Ferenc József-rend lovagkeresztje (1916)
- Munka Érdemrend ezüst fokozata (1965)[11]